# Cielo de ti
«Cielo de ti» es una canción compuesta e interpretada por el músico argentino Luis Alberto Spinetta, incluida en su álbum solista Pelusón of milk editado en 1991. 
La versión del álbum está interpretada por Spinetta, con el acompañamiento de Javier Malosetti y Guillermo Arrom en guitarras acústicas como músicos invitados. El arreglo de guitarra lead es obra de Malossetti.
Del álbum Pelusón of milk Spinetta incluyó dos canciones en el histórico megarecital Spinetta y las Bandas Eternas de 2009: «Cielo de ti» (que interpreta junto al Mono Fontana, Javier Malosetti y Guillermo Vadalá) y «Seguir viviendo sin tu amor».

## Contexto
Spinetta venía de dos álbumes de estudio premiados como los mejores del año (Téster de violencia en 1988 y Don Lucero en 1989), un buen álbum en vivo (Exactas, 1990), un álbum recopilatorio (Piel de piel, 1990) y una clínica musical titulada El sonido primordial (1990) que fue editada como libro. Luego de semejante actividad, a la que se sumó haber recibido un shock eléctrico en un recital, Spinetta se apartó relativamente de los músicos de su banda y se refugió en el espacio privado de su familia.
En 1991 desapareció la Unión Soviética y el mundo comenzaba a transitar los primeros años de la década del '90, caracterizada por una mayor valoración social de lo privado -incluyendo el proceso de privatizaciones-, la riqueza y la fama, impulsada por un gran desarrollo de los medios de comunicación. "Aún quedan mil muros de Berlín" cantaría ese año en «Pies de atril».
Argentina por su parte dejaba atrás dos dramáticos brotes hiperinflacionarios en 1989 y 1990 que hundieron en la pobreza a la mayor parte de la población, a la vez que sucesivas leyes de impunidad dejaban en libertad a los criminales que habían cometido violaciones masivas de los derechos humanos en las décadas de 1970 y 1980.

## El álbum
Luego de un álbum "para pensar" como Téster de violencia y un álbum "para sentir" como Don Lucero, Spinetta tomó distancia de su banda y de las apariciones públicas, para concentrarse en su vida familiar, a la espera del bebé que gestaba su esposa. Pelusón of milk es resultado de esa introspección, que recuerda otros álbumes creados en circunstancias similares, como Artaud y Kamikaze.

Está más ligado a mi vida que era "esperándola a Vera", porque eso es Pelusón of milk. Esos temas fueron hechos en mi casa, con el embarazo de la mamá, esperando a la beba... Muchos temas de Pelusón of milk están hechos de mí para mí. Es el intento de armar un enorme patio interior.
Luis Alberto Spinetta

El álbum fue grabado entre junio y septiembre de 1991, en el estudio que Spinetta había instalado dos años antes en su casa de la calle Elcano al 3200, en el barrio de Colegiales.

## El tema
El tema es el noveno track (tercero del lado B) del álbum solista Pelusón of milk, un álbum introspectivo y centrado en lo familiar. Se trata de un tema lento, en ritmo de vals, El crítico musical Oscar Jalil lo define como un tema de "candor acústico" que lo acerca al álbum Kamikaze (1982).
La letra está relatada en segunda persona del singular ("Una luna en tu noche") -seguramente dirigida a una mujer- y consta de tres partes, que reiteran una misma situación: las cosas la tienen a ella ("tienen cielo de ti"), pero él no la tiene ("yo no tengo un solo rastro tuyo en mí"):

Los desiertos y tus pasos,
tienen tiempo
las mareas y las estelas,
tienen cielo de ti

ojalá tuviese yo tu amor así
sin saber como entrar,
o como salir.
«Cielo de ti»

Se trata de un tema sobre los encuentros y desencuentros en el amor, que guarda similitud con «Seguir viviendo sin tu amor».
La imagen del cielo es una de las más frecuentes en la obra de Spinetta, consagrándole álbumes como Los niños que escriben en el cielo, y canciones como  «Que ves el cielo» (El jardín de los presentes), «Lejísimo» (Téster de violencia), «Cielo invertido» (Don Lucero) o «El lenguaje del cielo» (Para los árboles).
El tema está interpretado por Spinetta, con el acompañamiento en guitarras acústicas de Javier Malosetti y Guillermo Arrom. Arrom acompañó también a Spinetta en otros cinco temas del disco («Ganges», «La montaña», «Panacea», «Cielo de ti» y «Pies de atril») además de componer y ejecutar el arreglo de guitarra de «Hombre de lata».

-  ¿Están coexistiendo en Cielo de ti tres guitarras acústicas?

- Tres guitarras acústicas, sí. No recuerdo si Luis tocaba guitarra de 12 cuerdas. Creo que eran tres guitarras de 6 cuerdas. Hicimos dos versiones: una con los tres, Luis, Javier y yo, tocando y él cantando, sentados uno al lado del otro, se mezclaba todo con todo. Está grabado en lo que era Cintacalma, que era La diosa salvaje antes. Y después hicimos otra versión donde tocamos las guitarras y luego la cantó Luis.
Guillermo Arrom

La cantante Melina Moguilevsky escribió un artículo sobre la canción, dentro de una serie de canciones favoritas:

La letra habla del amor de forma melancólica, pero no va a los lugares estereotipados de la “canción de amor”. “Los gemidos de tu siesta tienen tiempo,/y los fantasmas que amas tienen algo al fin./ Yo no tengo un solo rastro tuyo en mí./ ¡Oh!, mi amor, solo cabe luchar”, son unos versos increíbles. Después tiene una manera de utilizar los paisajes y la naturaleza como figuras para expresar sentimientos: asemeja la inmensidad del desierto con la del amor, encuentra en la naturaleza cosas tan contundentes que pueden describir una emoción. “Los desiertos y tus pasos tienen tiempo,/ Las mareas y las estelas tienen cielo de ti, /ojalá tuviese yo tu amor así,/ sin saber cómo entrar o cómo salir.” El cielo, las mareas, las estelas: uno entiende la inmensidad de esas imágenes. A veces los sentimientos son muy difíciles de poner en palabras, y en estas figuras creo que es donde más cerca me siento de Spinetta, porque desde chica tuve una relación de fascinación con la naturaleza. Entrar en un paisaje abierto puede ser algo tan fuerte que te deje sin palabras, y a la vez te dé la palabra para decir lo inefable en una canción.
Melina Moguilevsky